# Peter Sohn
Peter Sohn (nascido em 18 de outubro de 1977) é um cineasta, animador, artista de storyboard e dublador estadunidense, mais conhecido por seu trabalho na Pixar Animation Studios. Dirigiu o curta Partly Cloudy (2009) e os longas The Good Dinosaur (2015) e Elemental (2023). Ele também dublou Emile em Ratatouille (2007), Squishy em Monsters University (2013) e Sox em Lightyear (2022).

## Infância e juventude
Sohn nasceu no Bronx, na cidade de Nova Iorque, filho dos imigrantes coreanos Yung Tahk Sohn e Hea Ja Sohn. Ele tem um irmão mais novo. Ele foi criado em Nova Iorque.
Enquanto estudava na California Institute of the Arts, ele conseguiu um emprego de verão trabalhando no longa-metragem de animação de Brad Bird, The Iron Giant.

## Carreira
Depois de se formar na escola, ele trabalhou na The Walt Disney Company e na Warner Bros. antes de ingressar na Pixar Animation Studios nos departamentos de arte e história de Finding Nemo (2003). Ele também trabalhou em The Incredibles (2004), Ratatouille (2007) e WALL-E (2008). Sohn fez a voz de Emile em Ratatouille. Estreou na direção com o curta Partly Cloudy em 2009, que também escreveu. Partly Cloudy foi incluído no Animation Show of Shows em 2009. Sohn co-dirigiu a versão em inglês de Gake no ue no Ponyo em 2009 com os colegas funcionários da Pixar John Lasseter e Brad Lewis. Russell, de Up (2009), foi baseado na aparência de Sohn. Ele dublou Russell no curta correspondente, George & A.J. (2009), e Squishy no longa Monsters University (2013).
Sohn dirigiu o longa-metragem The Good Dinosaur, que foi lançado em novembro de 2015. Ele dublou seu personagem Styracosaurus, Forrest Woodbush. O filme foi o primeiro fracasso de bilheteria da Pixar.
Sohn foi escalado para dublar o personagem da Marvel Comics, Ganke Lee, no longa-metragem da Sony Pictures Animation de 2018, Spider-Man: Into the Spider-Verse mas suas falas foram excluídas do filme final. No entanto, ele dublou Ganke na sequência de 2023, Spider-Man: Across the Spider-Verse. Sohn deu a voz de Sox no filme da Pixar Lightyear (2022).
O segundo longa-metragem que Sohn dirigiu na Pixar, Elemental, é baseado em sua experiência de crescimento em Nova Iorque. O filme incorpora os elementos clássicos de fogo, água, ar e terra como os residentes de uma cidade. O filme estreou fora de competição no 76º Festival de Cinema de Cannes. Foi lançado em 16 de junho de 2023. Embora tenha tido um desempenho inferior no fim de semana de estreia, o desempenho do filme melhorou nas semanas seguintes e recebeu críticas positivas.